# 徳川訴訟問題
徳川訴訟問題（とくがわそしょうもんだい）は、日本図書館協会総裁徳川頼倫の死後に、紀州徳川家からの特別預金として寄付された運営基金5万円を巡って、日本図書館協会と紀州徳川家が争った裁判のことである。

## 経緯
紀州徳川家の当主・徳川頼倫は1913年に日本図書館協会の総裁に就任すると、率先して全国各地に図書館の設置を呼びかけ、公共図書館思想の普及に尽力した。だが、当時の図書館の社会的な地位が低く、協会の財政事情も芳しくはなかった。そこで、1923年に開催された協会創設30周年の記念総会で、協会財政の維持のために基金30万円を募金によって賄う決議が採択され、続いて徳川総裁は紀州徳川家から寄付金5万円を特別預金として拠出し、これを紀州徳川家に預けて年間3千円の利息を協会運営資金に充てる提案がされて了承された。1925年に徳川総裁は病没したが、特別預金の運営によって漸く財政的に安定し、1930年に社団法人として改組されることとなった際に、この特別預金5万円も協会の基本財産として認められた。
ところが、この年に徳川総裁の7回忌にあたって紀州徳川家から日本図書館協会に対し、先年の寄付は30万円募金が終わるまでのつなぎのはずなのに、その後募金が行われていないのは約束違反であること、社団法人化によって募金のための仕組みが整ったために寄付金の役目は一応終えたこと、昭和金融恐慌の十五銀行破綻によって紀州徳川家も打撃を受けたことから、これ以上の財政的支援を行う余裕がないことを理由に、特別預金5万円の引揚を通告したのである。
これに松本喜一理事長（帝国図書館館長）ら幹部は驚いて、紀州徳川家に再考を求めたものの、交渉は暗礁に乗り上げ、1932年7月、日本図書館協会は基本財産維持を目的として、紀州徳川家に特別預金返還を求める訴訟を起こした。

## 訴訟経過
翌年東京地方裁判所での第1審は紀州徳川家が、続いて東京控訴院での第2審は図書館協会の勝訴となった。ところが1935年の第3審で大審院は東京控訴院への差戻を命じる判決が出されたことから、訴訟は長期化した。東京控訴院では双方和解を勧告したものの、紀州徳川家は強硬な態度を示し、図書館協会は松本理事長と古参幹部の間に図書館のあり方を巡る対立が長年にわたって存在した（文部省の人事によって帝国図書館長に就任した松本は図書館協会の推し進めたアメリカ方式の公共図書館思想に懐疑的であったために、古参幹部との間に確執があった）ために和解がまとまらなかった。
1939年、前年の日比谷図書館廃止論議の際の対応の悪さなどが追及されて松本が理事長を辞任すると、公共図書館思想に理解があった高柳賢三（東京帝国大学附属図書館館長）が代わって理事長に就任した。英米法の権威である高柳によって和解交渉が積極的に進められたものの、和解には至らなかった。そこへ高柳の友人で東京機械製作所社長の芝義太郎から、高柳のために訴訟費用5千円と図書館協会への寄付金5万円を拠出したいとの申し出がなされた。これによって図書館協会は、紀州徳川家に対して特別預金返還を求める理由はなくなり、同年に図書館協会の訴訟取り下げで両者の和解が成立した。
なお、この一件で図書館界・出版界との関係を持った芝義太郎の東京機械製作所は、後に印刷機械メーカーとして発展することになった。